# Омский уезд
О́мский уе́зд — административно-территориальная единица в составе Тобольского наместничества Тобольской области (1782—1796), Тобольской губернии (1802—1822, 1838—1854, 1868), Омской области (1822—1838), области Сибирских Киргизов (1854—1868), Акмолинской (Омской) области (1868—1919) Российской империи; Омской губернии (1919—1925) РСФСР СССР.
Уездный центр — город Омск (1782—1924), город Ново-Омск (1924—1925).

## География
Омский уезд, в северо-восточной части Акмолинской области, занимал пространство в 41048,9 кв. вёрст и представлял однообразно низменную равнину, составляющую часть Иртышской низменности; почва, большей частью глинисто-солонцоватая, служит ложем довольно значительных горько-солёных озёр: Сары-денгиз, Теке, Улькун-карой и другие. По свойствам почвы, недостатку пресноводных источников, скудости лесной растительности (за исключением северной части уезда, где лесов, благодаря, главным образом, насаждениям, достаточно), территория уезда являлась во многих местах малопригодной не только для сельскохозяйственных культур, но даже для обитания кочевых киргизов (казахов).
Подпочва уезда состояла из разных осадков новейшего образования: Cyrene fluminalis Müll., Cyclas asiatica Mart., Cyrene rivicola Leach. и другие, свидетельствующих о том, что климат уезда в эпоху образования поверхностных пластов плиоценовой формации был несравненно более умеренный.
Орошение уезда проточными водами довольно скудное; реки принадлежат к системе Оби, каковы Иртыш и приток его Омь, но в ирригационном отношении значение этих рек невелико, так как Иртыш протекает только на протяжении около 200 вёрст по северо-восточной окраине уезда и, за исключением Оми, не принимает в себя на этом пространстве ни одной значительной реки, а река Омь принадлежит уезду лишь своим низовьем на 10 вёрст. Другой значительный левый приток Камочиловка, несмотря на 50 вёрст течения, несёт в своём русле негодную к употреблению горько-солёную воду. Река Иртыш, для уезда, единственный удобный водный путь сообщения с отдаленнейшими местами Тобольской и Томской губерний, а также и с Семипалатинской областью. К Иртышу прилегали наиболее плодородные, казачьи земли, на его берегах расположено 16 поселений с 42 тысячами жителей. В пределах уезда русло Иртыша шириной от 100 до 200 саженей, глубина 1—3 сажени; много островов, благодаря песчано-глинистому дну.
Климат суровый, континентальный; сухие знойные ветра, резкие колебания температуры, бураны, зимой — снежные, летом — песчаные. Средняя годовая температура — меньше +1° (+0,3 Р. в Омске и окрестностях). Зима продолжается 6 месяцев. Морозы свыше 20° продолжаются 1/3 зимы; снега очень обильные, но, по причине безлесья, ветер часто сдувает снег на огромных пространствах и обнаженная почва подвергается обледенению. Ранней весной и поздней осенью случаются оттепели, обнажающие землю от снега, а наступающие вслед затем морозы покрывают поверхность почвы ледяной корой; при этом образуется гололедица (по-казахски «джут») — страшное народное бедствие.
Скот киргизский(казахский) и казачий круглый год в степи (в особенности гулевой и холостой); сена заготовляется на зиму лишь незначительное количество, а потому во время «джута» скот, за невозможностью пробить копытами ледяную кору, гибнет от голода тысячами. Реки замерзают обыкновенно в конце октября, вскрываются в середине апреля. В конце мая нередко наступает жара (20—25° Р.), и засуха губит молодую растительность. В этом же месяце бывают страшные холода или дожди, задерживающие рост хлебов. Лето большей частью бездождное; жара доходит до 30° Р. Осень — лучшая часть года: дни теплые, влажные, растительность оживает и снова зеленеет; поправляется и скот.
Из общей площади уезда в 4275833 десятин, пахотной земли 200 тыс. десятин, сенокосной 30 тыс., леса 37 тыс., усадебной и выгона 126 тыс., неудобной земли 62 тыс. десятин. Киргизам(казахам) принадлежало около 70 тыс. десятин земли.

## История
Начало колонизации Омского уезда положено в 1716 году. В середине XVIII века была учреждена Пресногорьковская или Ишимская казачья линия, которая тянулась узкой (30 вёрст ширины) полосой вдоль границы Тобольской губернии от города Омска до посёлка Сибирского на границе Оренбургской губернии.

Омский уезд в составе Тобольской области Тобольского наместничества был образован в 1782 году. 
17 марта 1785 года Высочайше утверждён герб Омского уезда.
В 1796 году уезд был упразднён.
В 1802 году уезд был восстановлен в составе Тобольской губернии.
В 1822 году вошёл в состав Омской области и стал округом.
18 февраля 1825 года Высочайше для Омской области был утверждён герб.
В 1838 вновь отошёл к Тобольской губернии.
В 1854 стал частью области Сибирских Киргизов.
В 1868 году после ликвидации Области Сибирских Киргизов временно вошёл в состав Тобольской губернии.
В 1869 году официально был включён в состав Акмолинской области.
5 июля 1878 году Высочайше утверждён герб города Омска в составе Акмолинской области.
В 1898 году Омский округ преобразован в уезд.
В 1918 году в составе переименованной Омской области.
В конце 1918 года в составе переименованной Акмолинской области.
С середины лета 1919 года вновь в составе переименованной Омской области.
В конце лета 1919 года вошёл в образованную Омскую губернию.
Продработниками Омуезда, главным образом в районе Куломзино, при отсутствии у крестьян хлеба в продналог забираются машины, плуги и домашние вещи, которые и свозятся в заготконтору.
Уполномоченный Куломзинской заготконторы Григорьев с инспектором Зубковым, разъезжая по району, пьянствуют и творят недопустимые безобразия, говоря крестьянам: «Вы должны выполнить 100 % продналога, 100 % баб и 100 % самогонки».

Крестьяне, видя всё вышесказанное, страшно возмущены и заявляют: «Что Советская власть хуже колчаковской, недостаточно того, что наложен непосильный налог, но семейство выбрасывается на произвол судьбы и угрожают вооруженной силой. Сами продработники же занимаются пьянством и развратом, а выполненный нами с таким трудом налог гниёт. Этого даже не было при царе». Отношение крестьян к Советской власти и РКП по вышеуказанным причинам враждебное (Выписка из госинфсводки ПП ГПУ Сибири за время с 9 по 16 ноября 1922 года № 46).
Постановлением ВЦИК от 31 мая 1924 года уездный центр переносится из города Омска в город Ново-Омск.
В 1925 году Омская губерния и все её уезды были упразднены. Уезд преобразован в Омский округ Сибирского края. И был разделён на районы: Ачаирский, Борисовский, Бородинский, Исиль-Кульский, Корниловский, Любинский, Москаленский, Одесский, Павлоградский, Полтавский, Сосновский, Таврический, Уральский.

## Административное деление
В 1913 году в уезде было 8 волостей и 4 станицы: Александровская (центр — с. Привольное), Благодарновская, Борисовская, Ново-Екатерининская, Павлоградская, Степановская, Украинская, Царско-Дорская волости и станицы Ачоирская, Ново-Николаевская, Омская, Черлаковская.

## Население
До 1890 года в уезде не было ни одного крестьянского поселения.
В 1894 году из 2676 детей школьного возраста (1306 мальчиков и 1370 девочек) обучалось в 24 школах 434 мальчиков и 140 девочек: на 1 школу приходилось 111 детей. Из 6170 казаков грамоту знали 2842 человека, а из 6186 казачек — 739 человек.
По данным переписи 1897 года в уезде проживало 100,5 тыс. чел. В том числе русские — 50,5 %; казахи — 38,0 %; украинцы — 4,3 %; немцы — 3,3 %; евреи — 1,1 %. В городе Омске проживало 37 376 чел. Насчитывалось 27 казачьих селений, 3 крестьянских; дворов 5605; аулов 32, в них кибиток 6601. Весь уезд разделен на 10 станичных юртов. Жителей в уезде (без города) 65889: дворян 48, духовного звания 165, почетных граждан и купцов 21, мещан 317, крестьян 24342, киргизов-кочевников 40797, прочих сословий 199; православных 20586, раскольников 1831, католиков 129, протестантов 74, евреев 292, магометан 42814, прочих исповеданий 113.
Сельскохозяйственная жизнь сосредоточилась на Пресногорьковской или Ишимской казачьей линии; казаки являются преобладающим населением уезда.
Колонизация свободных земель крестьянами и переселенцами очень слаба, вследствие недостатка удобных для поселения земель, а главное — недостатка пресной воды.

## Промышленность и торговля
В 1896 году в уезде насчитывалось 71 тыс. лошадей, 55 тыс. голов крупного рогатого скота, 651 верблюд, до 100 тыс. простых овец, до 1 тыс. коз и 720 свиней.
Сельское хозяйство велось по переложной системе. Засевали рожью 2360 десятин, пшеницей 5640 десятин, овсом 2500 десятин, ячменем 380 десятин, просом 245 десятин, картофелем 400 десятин. Собирали ржи 65000 пудов, пшеницы 210500 пудов, овса 135600 пудов, ячменя 21300 пудов, проса 12000 пудов, картофеля 100000 пудов.
Развито огородничество (особенно в окрестностях Омска), табаководство, бахчеводство.
За последние 10 лет развилось рыболовство на Иртыше и сделаны попытки искусственного разведения рыб в озёрах.
Имелось 42 фабрики и заводов, при 439 рабочих, с производством на 210 тыс. руб.
Торговля в уезде стала развиваться со времени открытия Великой Сибирской железной дороги, прорезывающей уезд с запада на восток.

## Символика
До образования Тобольского наместничества в 1782 году, Омский уезд и город Омск не имели своих утверждённых гербов.
По Именному Вашего Императорского Величества Высочайшему указу 19 января 1782 года, повелено Тобольское наместничество составить из 16 уездов; но как города того наместничества гербов неимеют, то Сенат, назнача гербы, с описанием осмеливается всеподаннейше представить на Высочайшую Вашего Императорского Величества информацию и просить Всемилостейшего указа
17 марта 1785 года Высочайше утверждён доклад Сената «о гербах городов Тобольского наместничества».
В описании герба города Омска было сказано:
В серебряном поле часть укруплённой из кирпича линии: потому, что по Сибирской линии есть оная главная крепость, против Киргизов
5 июля 1878 года Высочайше был утверждён новый герб для города Омска и уезда, полностью повторяющий герб Акмолинской области.
В зелёном щите, серебряный памятник, с двумя остроконечными башнями и куполом в середине, сопровождаемый в главе щита, золотым полумесяцем. Щит украшен древней Царской короной и окружён золотыми дубовыми листьями, соединёнными Александровской лентой
- Официально утверждённый герб города Омска (1785)
- Официально утверждённый герб Акмолинской области (1878)